# 24 Aquilae
24 Aquilae, som är stjärnans Flamsteed-beteckning, är en ensam stjärna belägen i den mellersta delen av stjärnbilden Örnen. Den har en skenbar magnitud på ca 6,42 och kräver åtminstone en handkikare för att kunna observeras. Baserat på parallaxmätning inom Hipparcosuppdraget på ca 7,9 mas, beräknas den befinna sig på ett avstånd på ca 410 ljusår (ca 127 parsek) från solen. Den rör sig närmare solen med en heliocentrisk radialhastighet av ca -29 km/s.

## Egenskaper
24 Aquilae är en orange till gul jättestjärna av spektralklass K0 IIIa. Den har en massa som är ca 2 solmassor, en radie som är ca 9 solradier och utsänder ca 63 gånger mera energi än solen från dess fotosfär vid en effektiv temperatur av ca 4 800 K.
24 Aquilae är en så kallad svag bariumstjärna, vilket identifieras av den svaga absorptionslinjen av enskilt joniserade bariumatomer med en våglängd på 455,4 nm. Sådana stjärnor uppvisar ett atmosfäriskt överskott av kol och de tunga element som produceras av s-processen, som sannolikt överförts till stjärnans atmosfär av en avlägset omkretsande följeslagare. Men när det gäller 24 Aquilae är överskottet av tunga element nästan normalt.